# الكتاب المقدس الشرير
الكتاب المقدس الشرير هو طبعة من الكتاب المقدس نشرها عام 1631 روبرت بركر ومرتن لوقا، في المطابع الملكية في لندن وكان من المفترض أن تكون إعادة طبع لكتاب الملك جيمس المقدس. الاسم مشتق من خطأ التنضيد الطباعي : في الوصايا العشر في سفر الخروج: 20:14، حيث حُذفت كلمة «لا» من الجملة، «لا تزن » ما جعل الآية تقرأ «سوف ترتكب الزنا».